# 艾知生
艾知生（1928年12月—1997年7月20日），湖北漢陽人，曾任中华人民共和国广播电影电视部部長。1948年7月加入中國共產黨，1948年4月參加革命工作，清華大學土木工程系畢業，大學學歷。
1946年至1950年在清華大學土木工程系學習並加入中華民族解放先鋒隊，任地下黨支部書記，共青團總支部副書記。1950年至1960年任中共清華大學黨總支部副書記、黨委副書記兼宣傳部部長、黨委辦公室主任、校團委書記。1960年任清華大學黨委副書記。1966年「文化大革命」中受衝擊，下放勞動。1971年復出，任清華大學革命委員會副主任。1973年再次受衝擊，下放勞動。1977年再度復出，任清華大學水利系三門峽基地領導小組組長。
1978年任清華大學核能技術研究領導小組副組長、黨委副書記、黨委書記。1979年任清華大學黨委副書記、副校長。1983年8月任國務院副秘書長、國務院機關黨組成員、黨組副書記。1985年4月至1986年1月任中華人民共和國廣播電視部部長。1986年1月至1994年4月任中华人民共和国广播电影电视部部長。1996年3月全國政協八屆四次會議增選為全國政協常委。
中共第十二屆中央候補委員(1985年9月中共全國代表會議增選)，第十三屆、十四屆中央委員。
1997年7月20日因癌症在北京逝世，終年68歲。